# 中崎公会堂

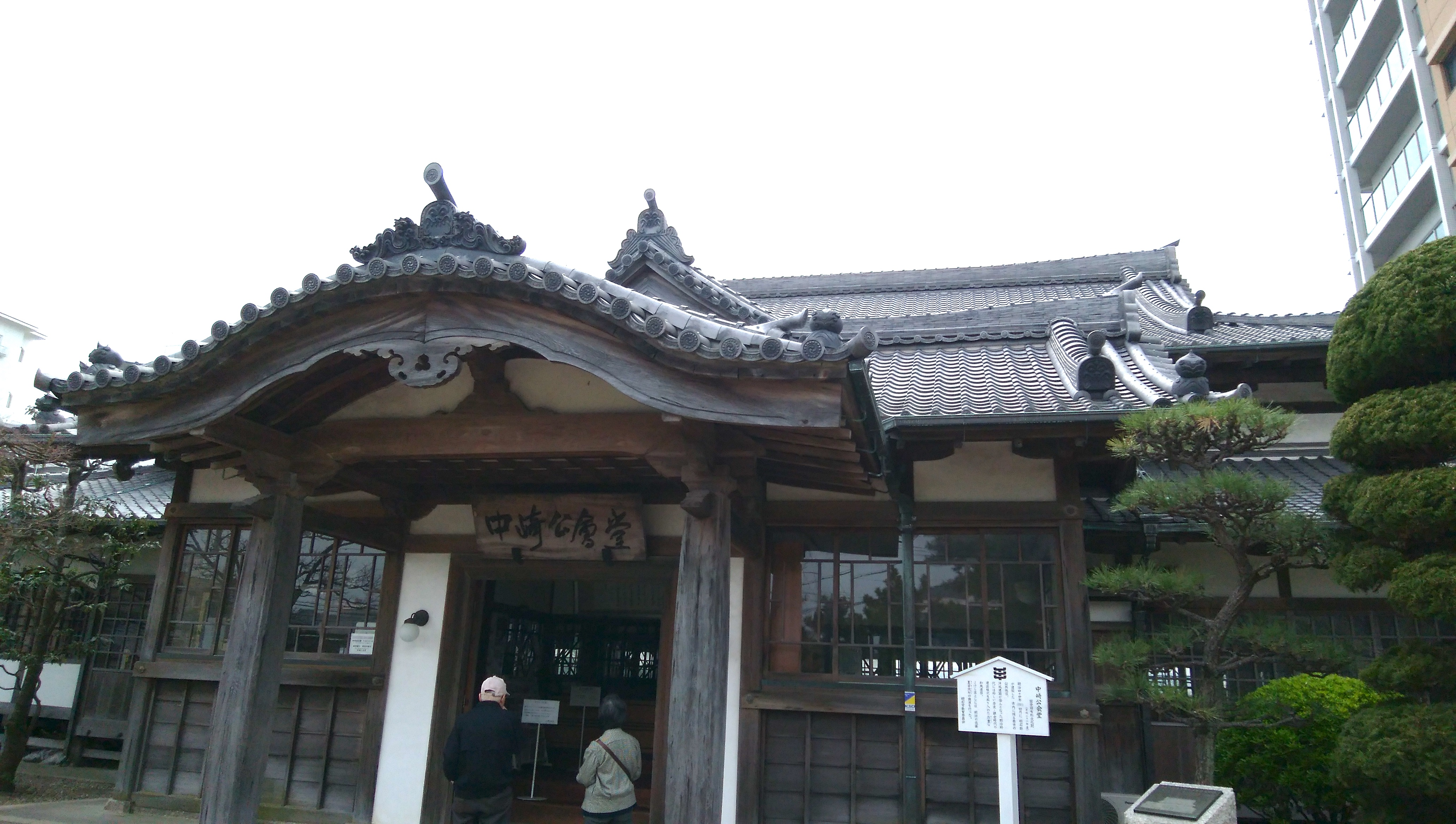
中崎公会堂（右正面）

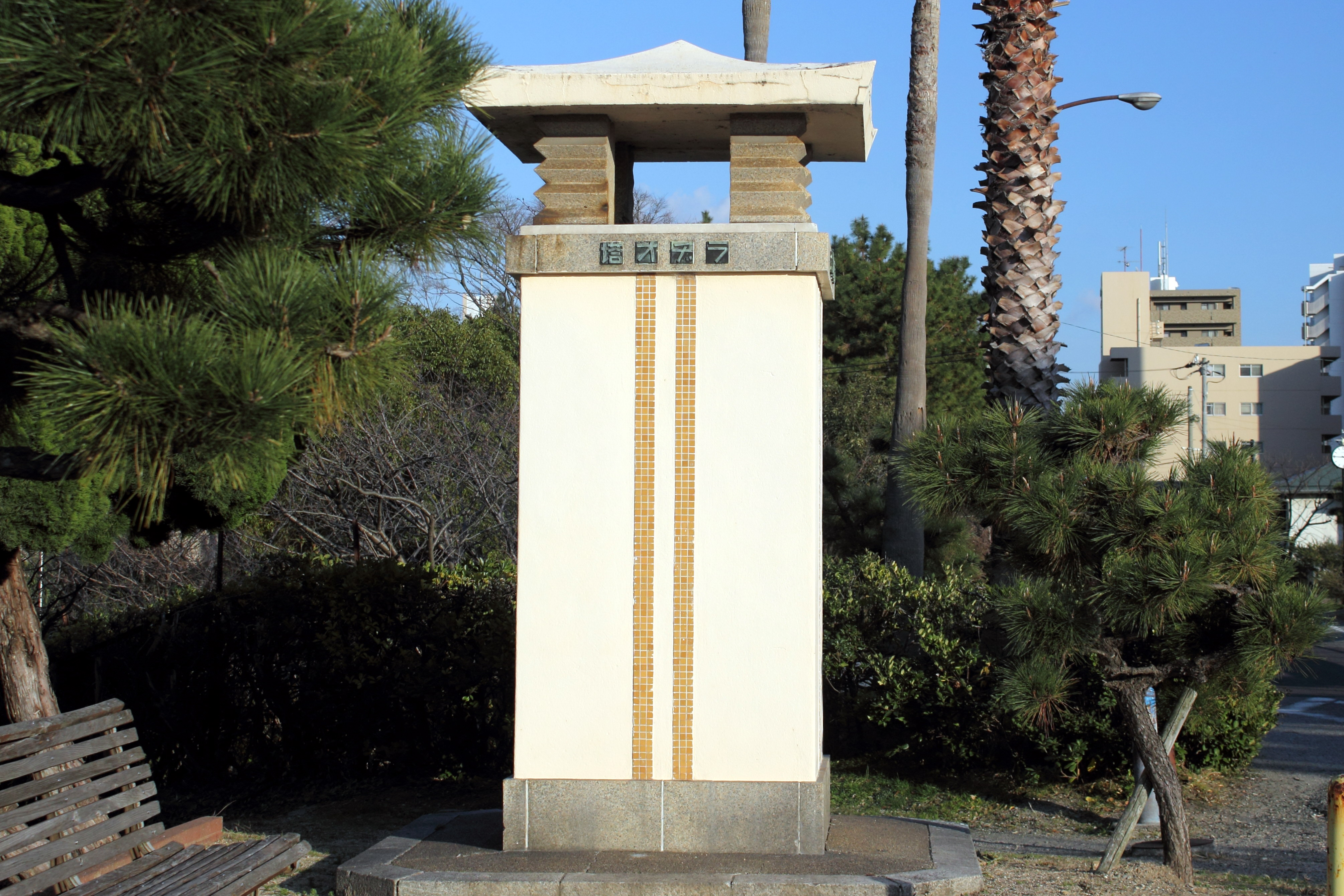
中崎遊園地に設置されたラジオ塔

明石市立中崎公会堂（あかししりつなかさきこうかいどう）は兵庫県明石市相生町にある多目的ホールである。1911年（明治44年）に建築されたもので、現存する明石市内の公共建築物としては最古。2000年（平成12年）に明石市の都市景観形成重要建築物に、2012年（平成24年）に国の登録有形文化財（建造物）に登録され、2025年（令和7年）に兵庫県指定重要有形文化財に指定されている。

## 概要
中崎公会堂は1911年（明治44年）4月に、当時の明石郡の1町・11村が共同で「明石郡公会堂」として建設した。建設費は地元の寄付などで賄われた。建築当時は明石海峡に面した海岸沿いで、一帯は中崎海岸と呼ばれていた。公会堂周辺は、中崎遊園地として整備されており、松並木は中崎海岸の面影を残している。
設計を行ったのは、東大寺大仏殿の修繕にも携わった経験のある加護谷祐太郎である。当時は西洋風の建築様式が流行していたが、あえて奈良時代や鎌倉時代の建築スタイルが採用され、下屋を回した入母屋造や唐破風の車寄せなど、仏教寺院を思わせる外観となっている。エンタシス風の加工が施された角柱や、鎌倉風の虹梁（装飾性のある梁）・蟇股（梁と梁を支える部材）、大仏殿風の繰形など、細部の意匠にも伝統的な和風様式が採り入れられている。
建築された明治時代には、廃城令によって明石城の櫓の一部が解体（1901年（明治34年））されるなどしていた。中崎公会堂の特徴的な設計については、城に代わるシンボルを求める地域住民の意向や、西洋文化ばかりが有難がられる時勢に逆らって日本古来の文化を貴ぼうという意識があったのだろうと推測されている。
一方、構造面では、木造平屋建てながら天井裏に西洋建築技術のトラス構造が採用され、これにより内部に20メートル×12メートルの大空間を実現している。この大広間は200名を収容可能なスペースとして利用されている。
落成記念では夏目漱石の講演が行われた。漱石はこの建物について「成程あれ程の建物を造れば其中で講演をする人を何処からか呼ばなければ所謂宝の持腐れになる許でありませう」と評したという。公会堂では、その後も菊池寛や佐藤春夫の講演が開催された。夏目漱石の講演については、内田百閒が随筆『百鬼園随筆』の中、「明石の漱石先生」で記述している。
2012年（平成24年）には「国土の歴史的景観に寄与している」として国の登録有形文化財（建造物）に登録された（登録年月日2012年2月23日）。

## 交通アクセス
- JR西日本山陽本線明石駅から徒歩約15分
- 山陽電気鉄道本線人丸前駅から徒歩約10分
- 神姫バス市役所前バス停下車